# Stenopsylla longicornis
Stenopsylla longicornis är en insektsart som beskrevs av Crawford 1919. Stenopsylla longicornis ingår i släktet Stenopsylla och familjen spetsbladloppor. Inga underarter finns listade i Catalogue of Life.